# Baena
Baena és una localitat de la província de Còrdova, Andalusia, Espanya. El riu Guadajoz travessa el terme gairebé transversalment de Sud-oest a Oest i el seu afluent el Marbella banya al mateix nucli urbà. Destaquen alguns vèrtexs com torre Morana (688 m), Almoguera (758 m) o Serrezuela (799 m).

## Etimologia
La seva denominació actual procedeix dels musulmans, que la van anomenar Bayyana.

## Evolució demogràfica
| 1998   | 1999   | 2000   | 2001   | 2002   | 2003   | 2004   | 2005   | 2006   | 2007   |
| ------ | ------ | ------ | ------ | ------ | ------ | ------ | ------ | ------ | ------ |
| 20.057 | 19.712 | 19.725 | 19.692 | 19.784 | 19.716 | 20.071 | 20.447 | 20.507 | 21.138 |

## Història
S'han trobat algunes restes prehistòriques i sobretot dels ibers, en aquest cas a Torreparedones, entre els quals hi ha la Lleona de Baena, conservada al Museu Arqueològic Nacional espanyol, torbada al turó del Minguillar, lloc on probablement hi havia Iponuba, ciutat ibera esmentada per Plini. Sota domini romà es parla de Julia Regia o Virtus Julia, donat per Juli Cèsar per l'ajut contra els fills de [Pompeu Magne], però no s'ha pogut comprovar, ja que no s'ha trobar cap vestigi romà.
Probablement la ciutat és d'origen àrab. Formava l'iqlim o districte d'al-Kambaniya (La Campiña) amb Ècija, Lucena, Còrdova i al-Zahra. Regada pel riu Marbella, afluent de Guadajoz, i situada en un lloc estratègic, va gaudir de prosperitat sota els omeies. El castell amb la Almedina, la mesquita (construïda per Abd-ar-Rahman II), el mercat i els banys eren el nucli de la població, que estava rodejada de jardins i oliveres. Per un temps fou ocupada per Úmar ibn Hafsun al segle ix, sota l'emir Abd-Al·lah ibn Muhàmmad. Després fou part del districte (cora) de Cabra. El 1126 va passar prop de la ciutat Alfons el Bataller, poc abans de la batalla d'Arnisol (març de 1126). El personatge local més destacat fou el tradicionalista i filòleg Qàssim ibn Àsbagh ibn Muhàmmad ibn Yússuf ibn Nàssih ibn Atà (Baena, 862-Còrdova, 951).
Es va sotmetre a Castella per capitulació al rei Ferran III el Sant el 1240. El rei la va donar al seu germà Alfons de Lleó. Al començament del segle xv la senyoria fou donada a Diego Fernández de Córdoba; fou ell o la seva família que va construir l'església de Santa Maria la Major i també el Convent de la Mare de Déu.
En endavant fou un llogaret agrícola dominat pel règim de tinença de terra per latifundi. L'abolició de les senyories al segle xix no va canviar pas les coses. El 1854 fou afectada per l'epidèmia de colera-morbo asiàtic en la que van morir uns 700 habitants. Junt a la misèria general, va causar l'emigració de part de la població; gran part dels que van restar van emigrar a començament del segle XX per la sequera. A la segona meitat del segle XX l'emigració fou cap a Catalunya i Euskadi.